# Epidesma parva
Epidesma parva är en fjärilsart som beskrevs av Rothschild 1912. Epidesma parva ingår i släktet Epidesma och familjen björnspinnare. Inga underarter finns listade i Catalogue of Life.